# Mariapia Garavaglia
Mariapia Garavaglia (ur. 10 sierpnia 1947 w Cuggiono) – włoska polityk, nauczyciel akademicki i działaczka społeczna, parlamentarzystka, w latach 1993–1994 minister zdrowia.

## Życiorys
Absolwentka literatury i nauk politycznych na Katolickim Uniwersytecie Najświętszego Serca w Mediolanie. Pracowała jako nauczycielka w szkole średniej. Została także nauczycielem akademickim, związana głównie z wydziałem psychologii Uniwersytetem La Sapienza w Rzymie. Publikowała prace poświęcone tematyce zdrowotnej i bioetyce.
Zaangażowała się w działalność polityczną w ramach Chrześcijańskiej Demokracji. Po jej rozwiązaniu dołączała kolejno do Włoskiej Partii Ludowej i partii Margherita, z którą przystąpiła do Partii Demokratycznej. Między 1979 a 1994 sprawowała mandat posłanki do Izby Deputowanych VIII, IX, X i XI kadencji.
Od kwietnia 1988 do kwietnia 1991 była podsekretarzem stanu w resorcie zdrowia w gabinetach, którymi kierowali Ciriaco De Mita i Giulio Andreotti. Od kwietnia 1993 do maja 1994 sprawowała urząd ministra zdrowia w rządzie Carla Azeglia Ciampiego. W 1995 stanęła na czele Włoskiego Czerwonego Krzyża jako komisarz, od 1998 do 2002 pełniła funkcję prezesa tej organizacji. Była również wiceprzewodniczącą Międzynarodowej Federacji Towarzystw Czerwonego Krzyża i Czerwonego Półksiężyca. W 2003 objęła stanowisko zastępcy burmistrza Rzymu. W latach 2008–2013 zasiadała w Senacie XVI kadencji.

## Odznaczenia
Odznaczona Orderem Zasługi Republiki Włoskiej I klasy (1994) oraz chorwackim Orderem Chorwackiej Jutrzenki (2003)